# Historia de Concordia (Argentina)

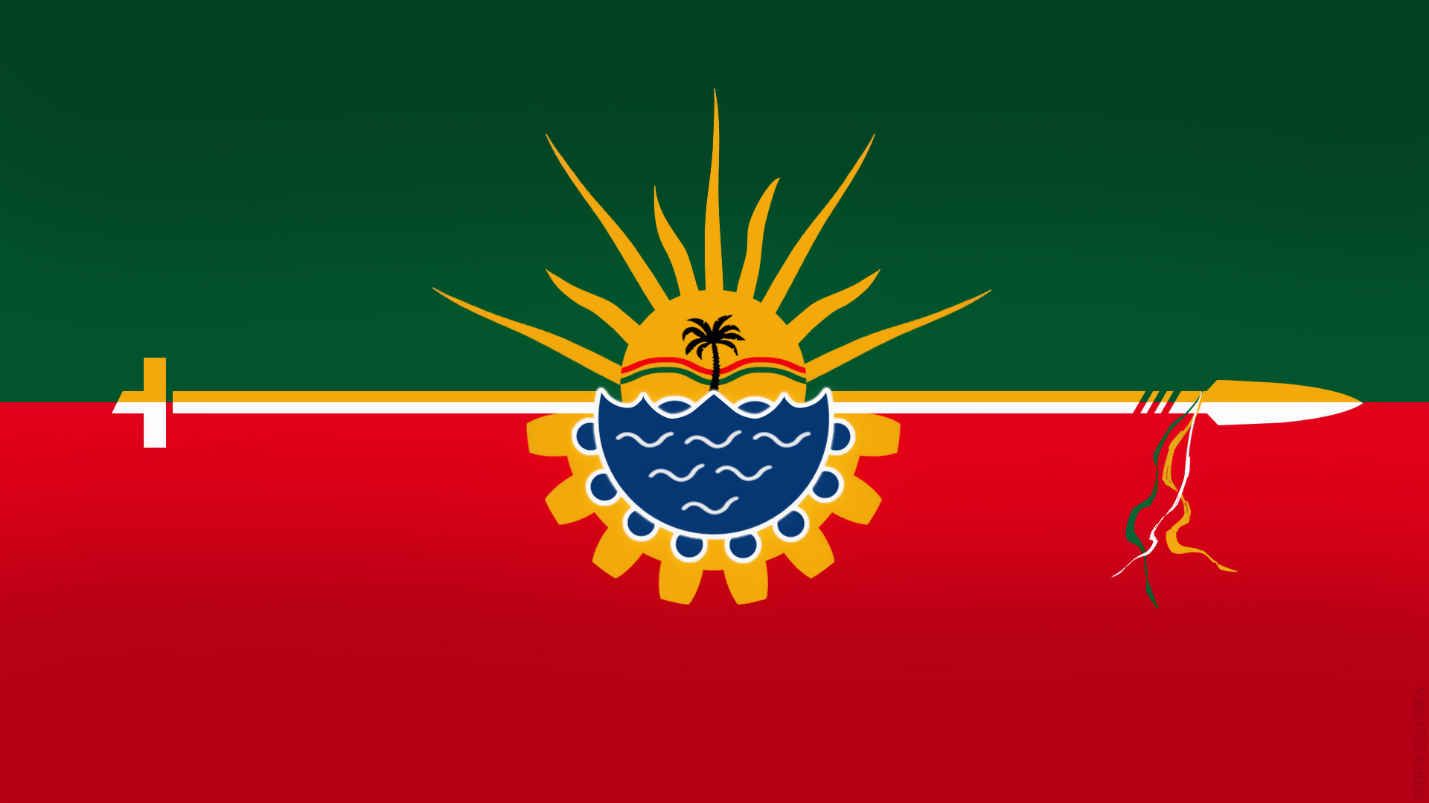
Bandera de la ciudad de Concordia.

La ciudad argentina de Concordia (San Antonio de Padua de la Concordia) es la segunda más poblada de la provincia de Entre Ríos y la mayor de la cuenca del río Uruguay. Junto con la ciudad de Paraná, son los centros poblacionales más antiguos de la provincia, aunque Concordia no lo es de manera continua.

## Pueblos indígenas y primeras exploraciones
La región era habitada al momento de la llegada de los españoles por parcialidades de los charrúas y los yaros.
El primer europeo en explorar el territorio entrerriano fue el integrante de la expedición de Fernando de Magallanes, Juan Rodríguez de Serrano en enero de 1520, quien al mando de la nao Santiago descubrió y navegó el río Uruguay buscando un paso al océano Pacífico. En 1528 Juan Álvarez y Ramón de la expedición de Sebastián Gaboto, realizó el mismo recorrido llegando según algunos autores hasta donde hoy se encuentra la ciudad de Concordia, desde donde regresó al no poder superar los escollos del Salto Chico y fue luego muerto por los indígenas. Otros autores niegan su existencia o le dan otro nombre.
Felipe de Cáceres de la expedición de Álvar Núñez Cabeza de Vaca perdió el rumbo en el delta del Paraná y se internó en el río Uruguay en 1542 con dos barcos y cincuenta hombres alcanzando el salto Chico y retornando a la isla Martín García, ya que escribió:

(...) una corriente o medio salto que ni a vela ni a remo podíamos romperla.

Hernando Arias de Saavedra, como gobernador de Asunción y luego de Buenos Aires, condujo varias expediciones al suelo entrerriano, la primera en 1607, cuando con 70-80 hombres y 20 carretas y canoas tras cruzar el río Paraná por el paso Cabayú (de los Caballos), atravesó la provincia desde la actual localidad de Villa Hernandarias hasta el Salto Grande y desde éste cruzando el río Uruguay hasta Paysandú.
En 1624 el gobernador Francisco de Céspedes redujo a grupos chanáes entrerrianos y los trasladó a la isla del Vizcaíno, creando una reducción franciscana que es el antecedente más remoto de Santo Domingo Soriano. A principios 1626 el jesuita Pedro Romero remontó solo el río Uruguay desde Buenos Aires hasta el río Ibicuy, desde donde regresó amenazado por los indígenas. En la Cuaresma de 1626 Céspedes envió a Hernando de Zayas hacia Misiones, recorriendo el río Uruguay sólo en una canoa. Regresó a Buenos Aires con el padre Roque González de Santa Cruz y el cacique Nezá.
El maestre de campo Francisco García Piedrabuena al frente de 1500 indígenas misioneros provenientes de la Reducción de Yapeyú, partiendo del río Guaviraví el 5 de noviembre de 1715 ingresó a Entre Ríos por las proximidades de las nacientes del río Gualeguay y pasó por la zona en una expedición punitiva terrestre contra los charrúas, bohanes y yaros, llegando hasta el arroyo Ñancay. El 31 de diciembre decidió retornar a Yapeyú a donde llegó el 23 de enero de 1716. Todo lo que fue documentado por el capellán Policarpo Dufó.

## Primeros asentamientos
Según el jesuita Guillermo Furlong Cardiff en su obra Cartografía Jesuítica del Río de la Plata, al estudiar mapas de la Compañía: mapa VIII de 1722 marcado 6, H; mapa XV de 1732 marcado 6, H; mapa XV de 1749 marcado 9, D; se encuentra en ellos en la margen occidental del río Uruguay la palabra "Ytú" (salto en guaraní, mientras que salto de aguas es "ytuí") y sobre la margen oriental la palabra "Salto" en unos y "Arrecife" en otros, que eran la referencia al accidente geográfico. Lo cual interpreta que existía un paradero llamado Ytú por lo menos desde la fecha del primero de los mapas en 1722, y posiblemente desde antes en el emplazamiento actual de la ciudad de Concordia. Los jesuitas erigieron un oratorio puesto bajo la advocación de San Antonio de Padua custodiado por una pequeña guarnición de indígenas misioneros reducidos y plantaron los primeros naranjos. 
El primer asiento español en la zona fue probablemente la instalación militar de San Antonio del Salto Chico, edificada en la margen oriental del río Uruguay (actual ciudad de Salto) en octubre de 1756 sobre la base de un campamento de 400 soldados comandados por José Joaquín de Viana, gobernador de Montevideo, quien había abierto caminos desde aquella ciudad hasta el primer punto navegable del bajo Uruguay por orden del gobernador de Buenos Aires José de Andonaegui para servir de apoyo al ejército que actuaba en las Misiones Orientales por motivo de la Guerra Guaranítica. En enero de 1757 el nuevo gobernador de Buenos Aires, Pedro de Cevallos, llegó al lugar en donde lo esperaba Viana rumbo a las Misiones Orientales, como el Salto Grande impidió continuar la navegación, el 6 de febrero de 1757 ordenó fundar el fuerte de San Antonio del Salto Chico, dejando a 100 soldados. La capilla del fuerte quedó bajo la advocación de San Antonio de Padua. La instalación fue abandonada en 1763.
Este fuerte fue depósito de abastecimientos y sirvió como cárcel para los sacerdotes jesuitas, en la medida que fueron detenidos en las reducciones y remitidos al mismo. A mediados de julio de 1768 llegaron remitidos el provincial jesuita de Yapeyú y 6 sacerdotes y poco después llegaron en otras remesas desde los demás pueblos. El 5 de agosto de 1768, los sacerdotes jesuitas detenidos en el fuerte fueron remitidos a Buenos Aires. Una gran creciente del río al año siguiente destruyó el establecimiento, así como también la comunidad de Yapeyú. El Cabildo de Yapeyú decidió el 20 de noviembre de 1769 que el pequeño poblado sea reconstruido en la orilla occidental. Francisco de Paula Bucarelli y Ursúa tomó a su cargo la fundación de San Antonio de Salto Chico en predios de la actual Concordia, que actuó como nudo fluvial-carretero hasta 1821. 
En 1776 Juan de San Martín (padre del libertador), fundó las estancias de Concepción de Mandisoví (en las cercanías de la actual ciudad de Federación) y Jesús del Yeruá (al sur de Concordia) restaurándose la ruta oriental de la yerba mate y el puerto de San Antonio del Salto Chico, en este puerto eran embarcadas las mercaderías que llegaban por tierra desde Yapeyú. Entre 1778 y 1782 la zona quedó efectivamente poblada e integrada en las Misiones, cuyo límite sur se hallaba en el arroyo Yeruá.
El 15 de noviembre de 1811, cuando a raíz del tratado firmado con el virrey Francisco Javier de Elío, las tropas enviadas a la Banda Oriental debieron abandonar dicho territorio, el gobierno de Buenos Aires nombró al coronel José Artigas Teniente Gobernador, Justicia Mayor y Capitán del Departamento Yapeyú y sus partidos, con residencia en Santo Tomé. Artigas luego de dirigir el éxodo del pueblo oriental, llegó al Salto Chico (actual Uruguay) a mediados de diciembre de 1811, pero ante la amenaza portuguesa los exiliados orientales cruzaron el río Uruguay a fines de diciembre instalándose en San Antonio del Salto Chico. Cinco meses después se trasladaron al Campamento del Ayuí (en la parte norte de Concordia), entonces territorio misionero. Durante su gestión como gobernante misionero, Artigas no tuvo oportunidad de trasladarse ni de conocer Santo Tomé, pueblo donde se había fijado su residencia. De hecho Salto Chico, en lo que hoy es Concordia, se convertirá transitoriamente en la capital misionera. Artigas permaneció allí hasta fines de septiembre de 1812.
El 16 de noviembre de 1810 el general Manuel Belgrano formalizó la existencia del pueblo de Mandisoví, otorgándole ejido y amplia jurisdicción departamental hasta el arroyo Gualeguaycito por el sur.
El despoblamiento drástico ocurrido en toda la alta cuenca del Uruguay produjo también la desaparición de los pueblos y postas que servían de apoyo al camino tradicional. Quedaron destruidos y abandonados Santo Tomé, La Cruz, Yapeyú y las estancias de la "ruta al Salto", con excepción de Mandisoví. Junto a esto, en junio de 1820, por su parte, San Antonio del Salto Chico sufrió un éxodo total de sus moradores guaraníes (todos artiguistas) ante la derrota de su líder por obra de Francisco Ramírez, estos se refugiaron en la vecina orilla de la Banda Oriental atraídos por el exjefe artiguista de Mandisoví, Domingo Manduré, quien se había pasado al bando portugués y recibido de Carlos Federico Lecor el grado de teniente coronel y comandante de un pueblo de emigrados guaraníes. Durante la República de Entre Ríos, fundada por Francisco Ramírez en 1820, los territorios misioneros al sur del río Mocoretá se integraron en la provincia de Entre Ríos, siendo remitidas algunas familias para repoblar "El Salto", aunque la zona con cabecera en Mandisoví continuó siendo parte de la Comandancia de Misiones hasta que en 1822 el gobernador Lucio Norberto Mansilla la transformó en el 4° Departamento subalterno del 2° principal de la Provincia de Entre Ríos.
Todo el distrito de Salto Chico quedó virtualmente abandonado, de tal manera que el gobierno provincial, en 1825, dictó una Ley de Tierras destinadas a fomentar el repoblamiento de los muchos espacios baldíos que existían como consecuencia de las crisis demográficas provocadas por las guerras civiles anteriores. En esta época, ya surgía sobre la base de un campamento luso-brasileño un nuevo centro urbano en la ribera oriental del río Uruguay, la ciudad de Salto.

## Fundación de Concordia
El 1 de junio de 1824 el comandante del departamento Uruguay, Evaristo Carriego, dirigió una carta al gobernador Juan León Sola sugiriéndole trasladar el pueblo de Mandisoví a las cercanías de la barra del arroyo Yuquerí Grande. La Asamblea General Extraordinaria reunida en Paraná el 21 de noviembre de 1831, que había sido convocada por el gobernador Pedro Espino para decidir sobre la legalidad de su nombramiento, resolvió pedir al Congreso Provincial que fundase, en el rincón del Salto, una villa que llevase el nombre "de la Concordia". Solicitud planteada por el cura vicario Mariano José del Castillo, quien asistió como diputado representante de Mandisoví.

(...) que para perpetuar la memoria de la instalación de la primera Asamblea General Entre-Riana, para deliberar en los grandes que la han motivado, se funde una Villa con el nombre de la Concordia, pues ese ha sido el principal objeto de sus trabajos, para tenerla con las Provincias hermanas, y con ellas los habitantes del Entre Ríos, caminen a la prosperidad y engrandecimiento del país, y teniendo presente la H. Asamblea ser esta atribución del H. Congreso, espera que decretando con las formalidades de estilo, la fundación de la indicada Villa con aquel nombre, ordene al P.E. su cumplimiento, siendo el Salto el lugar más propio, y ya decretado en otro tiempo por el Gobierno de la provincia en el sitio de un Pueblo antiguo llamado San Antonio (...)

El Congreso Provincial, el 29 de noviembre de 1831, ante el mencionado pedido y luego de haber deliberado, ordenó al Secretario que redacte un proyecto de decreto que expresara el deseo de que se fundase una Villa con el nombre de Concordia y señaló que el lugar más propicio era el sitio llamado San Antonio, en el Salto, por haber existido allí población anteriormente. Se trataba de la extinguida San Antonio del Salto Chico. Así, el Congreso sancionó el Decreto Fundacional de Concordia, al cual se dio cumplimiento en 1832, cuando el Gobierno designó al padre del Castillo como Comisionado Especial para la instalación de la villa y promulgó el decreto el 6 de febrero de 1832. Hacia fines de 1832, la nueva población estaba trazada junto al asiento de los primeros pobladores en tierras que eran propiedad de Manuel Antonio Urdinarrain. El 27 de octubre de 1833 el coronel Antonio Navarro llegó a Concordia para ejecutar la construcción de los edificios, tarea que completó el 10 de junio de 1834.

El Congreso de la Provincia de Entre Ríos, vista la representación que dirigió al Exmo. P. E. el Sr. Cura Vicario de la Villa de Mandisoví, para llevar a debido efecto la fundación de la Villa de Concordia en el lugar del Salto o en otro inmediato que convenga, y tomada igualmente en consideración la nota del 31 del pasado del Exmo. P. E. con la cual fue elevada al conocimiento de H. C. ha tenido a bien, repetir el decreto que al efecto expidió el 29 de Noviembre del año pasado con arreglo a la indicada solicitud, contenido en los siguientes artículos:

Art. l°: Se faculta al Gobierno para que permita y tome las providencias precisas para la fundación de una Villa de la Concordia.

Art. 2°: Para la fundación de dicha Villa, se formará un acta con todas las formalidades de estilo para que conste el día en que se dio principio a su fundación, la misma que deberá archivarse.

Art. 3°: La delineación de la plaza, calles y el lugar para el templo y la casa de justicia se hará por sujeto inteligente; que arreglará la plaza, de cien varas de frente independiente de las calles, que éstas deben tener de ancho catorce varas y de largo cien.

Art. 4°: La Iglesia se edificará en medio de una telas calles de la Plaza con el frente al Oriente y en el otro costado que mire a su frente, se señalará el sitio que servirá para Comandancia y Casa de justicia, dando a cada uno la extension precisa para sus edificios y demás usos.
 
Art. 5°: El Gobierno nombrará el sujeto que considere más apto, para que se encargue del arreglo y cumplimiento de sus disposiciones para el logro de aquella fundación que se considera importante al engrandecimiento de la Provincia y ventajas que puede proporcionar al comercio, como también al Estado.

Art. 6°: Comuníquese al P. E, para su cumplimiento y fines consiguientes.

Diego de Miranda, Presidente, Ramón Pereyra, Secretario.

Previamente, en 1830, se había creado el puesto de dependiente del resguardo, encargado de vigilar las operaciones portuarias que se realizaban en El Salto y al año siguiente se estableció una pequeña guarnición militar.
El 4 de febrero de 1835 Navarro ofició al gobernador Pascual Echagüe expresando:

Honrado por el Excmo. gobierno para formar la Villa de la Concordia es mi deber anunciar el resultado de la comisión. Se hallan ... calles y plazas, 31 casas y ranchos y como otros tantos en los suburbios. Están acoplados y en el terreno señalado los materiales para un matadero. Se está concluyendo el templo de 21 varas a costas de mil sacrificios del vecindario pobre, en gratitud a los beneficios recibidos del Exsmo. gobierno ...

El 1 de julio de 1835 Navarro comunicó al ministro tesorero general de la provincia: ha quedado habilitado el puerto.
El 14 de enero de 1836 fue nombrado dependiente del resguardo Timoteo Sánchez.

## Las primeras décadas
El 28 de agosto de 1837 el encargado de la Comandancia de la Concordia y de la Receptoría de Rentas del Estado, coronel Antonio Navarro, fue reemplazado interinamente en el cargo de comandante por el teniente coronel Manuel Urdinarrain y en el de receptor del pueblo por Francisco Cluzella.
El 16 de marzo de 1838 la Legislatura creó el cargo de alcalde o juez de hermandad para la villa de Concordia:

Sala de S. Paraná 16 de Marzo de 1838, año 29 de la Libertad, 24 de la Federacion Entre Riana, 23 de la Independencia y 9° de la Confederacion Argentina.

La H. S. de R. R., orientada del rápido incremento que en tan breve tiempo han tomado los nuevos pueblos de Concordia, el Diamante y la Paz, y con especialidad el primero, y deseando guarden concordancia con los antiguos en la administracion de justicia, usando de las facultades ordinarias y estraordinarias que reviste acuerda y—

DECRETA: Art. 1 ° Se autoriza ampliamente al P. E. para que nombre Jueces de Hermandad en los nuevos pueblos de Concórdia Diamante y la Paz.

2 ° Comuniquese al P. E., para su inteligencia y cumplimiento.

DIEGO DE MIRANDA, Dr. Manuel Victorio Andrade (Secretario)

El 16 de abril de 1839 Francisco Uzal remplazó al fallecido Clusellas como receptor de rentas, siendo remplazado por Ciríaco Torres el 1 de enero de 1843.
El 22 de septiembre de 1839 Juan Galo Lavalle ocupó Concordia luego de derrotar a Vicente Zapata en la batalla de Yeruá, desde donde emitió una proclama a la legislatura entrerriana, que no le respondió.
El 30 de diciembre de 1843 el gobernador de Corrientes, Joaquín Madariaga, tras ocupar, saquear y destruir totalmente Concordia pasó el río Uruguay y ocupó Salto dejándola en poder de Fructuoso Rivera. La villa fue luego repoblada al regresar sus pobladores huidos a Concepción del Uruguay en abril de 1844.
El 13 de octubre de 1845 Giuseppe Garibaldi junto con la escuadra anglo-francesa aliada a los gobiernos de Montevideo y de Corrientes, atacó y saqueo el pueblo de Salto. Ante el inminente ataque de Garibaldi, el comandante de Concordia, coronel Juan Quinteros, evacuó la villa enviando a sus pobladores en carretas hacia el campamento de Arroyo Grande. Cuando Garibaldi atacó Concordia Quinteros le hizo frente con una pequeña fuerza de milicianos, logrando rechazarlo, pero murió en los enfrentamientos. Quedaron en la villa algunos de los cañones de las embarcaciones que encallaron en el Salto Chico.
En 1847 fue creada la Parroquia de San Antonio de Padua de la Concordia, siendo su primer párroco el padre Ramón Navarro.
Mediante la sanción del Reglamento de Administración de Justicia por Justo José de Urquiza el 13 de abril de 1849 fue creado el Departamento de la Concordia con base en el 4° Departamento Subalterno del 2° Principal del Uruguay, siendo su cabecera la Villa de la Concordia. Los nuevos jueces para el departamento eran: un juez de Paz y un alcalde de barrio en Concordia, un alcalde de barrio en Federación, y nueve alcaldes de distrito en la campaña.
En 1850 unos 20 inmigrantes de Escocia se radicaron en las cercanías de Concordia, en el Distrito Yuquerí, pero poco después se dirigieron hacia el sur del país.
El 6 de octubre de 1850 el gobernador de Entre Ríos, Justo José de Urquiza, y el de Corrientes, Benjamín Virasoro, se entrevistaron secretamente en Concordia y acordaron una acción conjunta contra el gobernador de Buenos Aires, Juan Manuel de Rosas, primer paso hacia la organización nacional.
Junto con otras localidades de la provincia, el 8 de noviembre de 1851 fue declarada ciudad. 

El Gobernador y Capitán General de la Provincia de Entre Ríos en uso de sus facultades con que se halla investido por el H. Congreso, ha acordado y decreta: Art. 1º.- Desde la fecha de la presente resolución, quedan erigidas en ciudades todas las Villas, y en estas todos los Pueblos de la Provincia, con las prerogativas y exenciones que como á tales les corresponden. Art. 2º.- Comuníquese, publíquese y dése al R.O.— Justo J. de Urquiza

El 8 de octubre de 1853 el gobierno provincial aceptó la renuncia del comandante militar de Concordia, sargento mayor Francisco S. Requena, y nombró para sustituirlo al coronel Federico G. Báez.
Para controlar y evitar el contrabando, Urquiza estableció como único puerto habilitado a la barra del arroyo Yuquerí Grande. En 1865, como consecuencia de la guerra de la Triple Alianza contra el Paraguay, las fuerzas argentinas al mando del general Bartolomé Mitre establecieron su cuartel general en el Ayuí, ocupando Mitre una casa en el centro de Concordia. El 24 de junio de 1865 15 000 soldados brasileños cruzaron el río Uruguay al mando de Osorio y se instalaron en Concordia.
Los días 15 y 16 de mayo de 1867 fueron elegidos los integrantes de la primera junta de fomento de Concordia, pero el 25 de agosto de 1868 fue abolida por orden del gobierno provincial.
El 11 de abril de 1870 fueron asesinados en Concordia los coroneles Waldino de Urquiza (comandante de las milicias del departamento Concordia) y Justo Carmelo de Urquiza (jefe político del departamento), ambos hijos del general Justo José de Urquiza (a la sazón gobernador de Entre Ríos) que fue asesinado ese mismo día en su residencia del Palacio San José (departamento Uruguay).

## Expansión económica
La ley provincial de Ejido fue sancionada el 9 de marzo de 1872 y promulgada el 13 de marzo, estableciendo:

ARTICULO 1º.- Los ejidos de todas las ciudades, villas y pueblos de la Provincia, tendrán una superficie de cuatro leguas cuadradas, destinadas exclusivamente al desarrollo de la población y a la agricultura, quedando excluido el pastoreo de hacienda en ellas.
 ARTICULO 2º.- Las áreas en los ejidos se dividirán en 3 secciones: la primera constará de media legua de frente por media de fondo; queda exclusivamente destinado a solares para el desarrollo de las poblaciones la segunda alrededor de la primera tendrá la superficie del ejido y se dividirá en suertes de chacras de 16 cuadras cada una.
 ARTICULO 3º.- En donde el terreno no se preste a trazar un cuadrado perfecto, se completará dando la superficie equivalente a las áreas determinadas en el artículo 1°.
(...)

El 13 de mayo de 1872 fue sancionada la ley de Municipalidades (promulgada el 28 de mayo), estableciéndose una en cada ciudad o villa, con su respectivo ejido, entre las cuales se hallaba la de la ciudad de Concordia. El 1 de diciembre tuvieron lugar en Concordia las elecciones para los 11 miembros titulares de la municipalidad y 11 suplentes, que fueron aprobadas por el gobierno el 20 de diciembre, disponiéndose que la instalación de la corporación se efectuase el 1 de enero de 1873. El 5 de enero de 1873 fue instalada la municipalidad de Concordia, siendo su primer presidente Federico Zorraquín.
Durante la Rebelión Jordanista, el 24 de junio de 1873 el gobierno nacional nombró al coronel Donato Álvarez como comandante militar de Concordia, pasando a ocupar el mismo cargo en Gualeguaychú el 1 de noviembre de 1874.
En marzo de 1874 se abrió al servicio el primer tramo de 54 km entre Concordia y Federación del Ferrocarril Este Argentino (segundo ramal más antiguo de la provincia) y al año siguiente sus vías alcanzaron Monte Caseros, en la Provincia de Corrientes, alcanzando la ciudad de Corrientes en 1891. De esta manera se salvaron las dificultades del Salto Grande, primero, y las de todo el tramo medio del Uruguay, después, al llegar un ramal a Posadas. El ramal de la Estación Concordia Central al puerto de Concordia fue construido en 1880. El ramal Concordia-Villaguay fue inaugurado en 1902.
Bajo el auspicio de Justo José de Urquiza Concordia recibió numerosa inmigración europea: en 1857 y 1859 llegaron inmigrantes suizos, en 1878 alemanes del Volga. De esta manera en la segunda mitad de siglo XIX tuvo un acelerado crecimiento demográfico, en 1882 alcanzó los 10 000 habitantes y obtuvo así la categoría de ciudad.
En 1908 Concordia quedó unida con Buenos Aires, a través de un ferrocarril que utilizaba ferry boat en Puerto Ibicuy.
La construcción de la línea ferroviaria entre Concordia y Federal por el Ferrocarril del Estado fue el resultado de un largo proceso que, iniciado 1909, se materializó en 1930 y produjo cambios de orden económico, social y demográfico en su zona de influencia, como el surgimiento de varias localidades. Fue construida la "Estación del Estado" o "Estación Norte" de la ciudad. En 1915 los ferrocarriles Entre Ríos y Nordeste Argentino establecieron una administración unificada con sede en Concordia.
En la ciudad de Concordia operó un servicio de tranvías a caballos de 7 km de longitud entre 1880 y 1915, que contaba con 20 coches para pasajeros y cargas. Desde el 10 de marzo de 1928 hasta 1937 operaron tres líneas eléctricas (se agregó una cuarta en 1929) de trocha métrica (únicas en el país) con 9 km de vías. Las líneas eran operadas por la Compañía Anglo Argentina de Electricidad (luego renombrada como Compañía de Electricidad del Este Argentino), que contaba con 8 coches Birney fabricados por Brill. En 1950 fueron restablecidas hasta cesar su funcionamiento de 1963.
En 1959 se produjo la mayor inundación del río Uruguay sobre Concordia de la que se conozcan registros.
En 1962 cesó el servicio de hidroaviones Buenos Aires-Concordia, por lo que el 26 de agosto de 1962 se inauguró una pista de aterrizaje provisoria en el campo El Espinillar (Aeródromo Comodoro Pierrestegui), que luego fue pavimentada e inaugurada el 22 de septiembre de 1968.
El ejido municipal fue ampliado para incorporar parte del Distrito Yuquerí mediante el Decreto Ley Provincial n.º 4708, sancionado y promulgado el 9 de abril de 1968 y publicado el 18 de abril:

ARTICULO 1°.- Amplíase el radio municipal de la Ciudad de Concordia hasta los siguientes límites:
 ESTE: El Arroyo Yuquerí Grande desde el Puente Cambá Paso hasta su desembocadura en el Río Uruguay.-
 SUR-ESTE: El Río Uruguay, desde la desembocadura del Arroyo Yuquerí Grande, hasta la del Arroyo Yuquerí Chico.
 SUD-OESTE: El Arroyo Yuquerí Chico, desde su desembocadura en el Río Uruguay hasta el Puente Yuquerí, y al
 NORD-ESTE: La zona de vías del F.C.N.G. Urquiza, desde el Puente Yuquerí Chico hasta el Arroyo Yuquerí Grande.
 ARTICULO 2°.- La presente ley será refrendada por todos los señores ministros en acuerdo general.-

Mediante la Ley Provincial n.º 8787 sancionada el 21 de diciembre de 1993, el ejido fue ampliado nuevamente para comprender la parte del Distrito Suburbios en el área en donde se halla la Represa de Salto Grande: el sector entre el embalse de Salto Grande, la ex ruta nacional n.º 14, el arroyo Ayuí Grande, y el río Uruguay y costas del embalse.

## Lista de comandantes militares
- coronel Antonio Navarro (27 de octubre de 1833 - 28 de agosto de 1837)
- Teniente coronel Manuel Urdinarrain (28 de agosto de 1837 - 1847)
- Sargento mayor Francisco S. Requena (1847 - 8 de octubre de 1853)
- Coronel Federico Báez (8 de octubre de 1853 - )
- Coronel Manuel Martínez (1854 - 14 de mayo de 1860)
- General José Miguel Galán (14 de mayo de 1860 - diciembre de 1860)
- Coronel Santiago Artigas (diciembre de 1860)

## Lista de jefes políticos
- Coronel Santiago Artigas (diciembre de 1860 - 21 de enero de 1861) murió en el cargo, hijo de José Artigas
- Coronel Cesáreo Domínguez (1861 - 1862)
- Mariano Martínez (1862 - 1863)
- Juan Gómez (1863 - 1864)
- Coronel Waldino de Urquiza (1864 - 24 de septiembre de 1864) hijo de Justo José de Urquiza
- Coronel Justo Carmelo de Urquiza (24 de septiembre de 1864 - 11 de abril de 1870) asesinado, hijo de Justo José de Urquiza
- Coronel Vidal (abril de 1870 - junio de 1870)
- Coronel Luciano González (junio de 1870 - septiembre de 1871)
- Coronel Aquileo González (14 de julio de 1871 - 1876)
- Coronel Juan Ayala (junio de 1876 - septiembre de 1876)
- Teniente coronel Carmelo Smith (1876 - 1877)
- Coronel Ignacio Benavidez (junio de 1877 - agosto de 1879)

Jefes departamentales de policía
- Coronel Aquileo González (1879 - 1880) asesinado
- Coronel Carlos Anderson (1880 - 1883)
- Juan Cruz Paiz (1883 - 1887)
- Teniente coronel José García (1887 - 1888)
- Teniente coronel José Boglich (1888 -)[22]

## Lista de presidentes municipales
- Federico Zorraquín 5/1/1873 al 6/3/1877
- Pedro Ponzano 6/3/1877 al 27/4/1877
- José Z. Cortés 27/4/1877 al 16/1/1881
- Timoteo Rodríguez 16/1/1881 al 4/1/1882
- Mariano Manzano 4/1/1882 al 31/12/1886
- Miguel González 1/1/1887 al 31/12/1888
- Fernando García 1/1/1889 al 31/12/1892
- David O’Connor 1/1/1893 al 31/12/1898
- Juan P. Garat 1/1/1899 al 31/12/1902
- Juan Salduna 1/1/1903 al 23/1/1907
- Germán Vidal 24/1/1907 al30/9/1910
- Juan Salduna 1/10/1910 al 31/12/1913
- Esteban Zorraquín 1/1/1914 al 31/12/1915
- José M. Requena 1/1/1916 al 11/10/1918
- Pedro N. Urruzola 19/10/1918 al 3/11/1924
- Santiago De Donatis 7/11/1924 al 1/10/1928
- Manuel Molaguero (Interino) 2/10/1928 al 31/12/1929
- Miguel E. Castro (Interino) 1/1/1930 al 2/11/1930
- Santiago De Donatis 3/11/1930 al 8/5/1933
- Pedro N. Urruzola (Interino) 8/5/1933 al 9/8/1933
- Domingo A. Larocca 10/8/1933 al 30/6/1939
- Eduardo Nogueira 1/7/1939 al 30/6/1943
- Alberto Benavídez (Comisionado Municipal) 1/7/1943 al 23/4/1944
- Andrés Rivara (Comisionado Municipal) 24/4/1944 al 26/6/1945
- Héctor Conte Grand (Comisionado Municipal) 27/6/1945 al 15/7/1945
- Luis Carlos Dovis (Comisionado Municipal) 16/7/1945 al 22/5/1946
- Carlos Mugica (Comisionado Municipal) 23/5/1946 al 20/6/1946
- Roberto J. Inda (Comisionado Municipal) 20/6/1946 al 9/9/1946
- Carlos R. Arias (Comisionado Municipal) 9/9/1946 al 28/1/1947
- Ricardo G. Figueroa (Comisionado Municipal) 29/1/1947 al 12/2/1947
- José María Odorisio (Comisionado Municipal) 12/2/1947 al 16/6/1947
- Severino Galeano (Comisionado Municipal) 16/6/1947 al 20/2/1948
- Cervantes A. Beltrán (Comisionado Municipal) 20/2/1948 al 28/4/1948
- Severino Galeano 29/4/1948 al 22/5/1950
- Gerardo Yoya 22/5/1950 al 3/6/1952
- Gerardo Yoya 4/6/1952 al 21/9/1955
- Domingo M. Trimarco (Comisionado Municipal) 21/9/1955 al 28/9/1955
- Adolfo E. Díaz (Comisionado Municipal) 28/9/1955 al 23/10/1955
- Juan José Ardoy (Comisionado Municipal) 24/10/1955 al 30/4/1958
- Esteban Aníbal Gómez 1/5/58 al 29/4/1962
- Manuel Alberto Peña (Comisionado Municipal) 30/4/1962 al 22/6/1962
- Carlos María Gómez (Comisionado Municipal) 22/6/1962 al 25/7/1962
- Pablo O. Harrand (Comisionado Municipal) 25/7/1962 al 18/2/1963
- Julio O. Casarotto (Comisionado Municipal) 19/2/1963 al 11/10/1963
- José Ramón Larocca (Presidente Municipal) 12/10/1963 al 28/6/1966
- Abelardo T. Montiel (Interventor Municipal) 28/6/1966 al 2/9/1966
- Rafael J. Tiscornia (Intendente Municipal) 3/9/1966 al 24/5/1973
- Fernando Méndez Graff 25/5/1973 al 5/3/1975
- Manuel Mendoza (Interino) 5/3/1975 al 24/3/1976
- Aldo de J. Simoncelli (Interventor Provincial) 24/3/1976 al 19/5/1976
- Rafael J. Tiscornia (Intendente Municipal) 20/5/1976 al 25/5/1981
- Jorge Isaac Aragón (Intendente Municipal) 25/5/1981 al 11/12/1983
- Jorge Pedro Busti 11/12/1983 al 10/12/1987
- Elvio Bordet 11/12/1987 al 10/12/1991
- Jorge Pedro Busti 11/12/1991 al 10/12/1995
- Juan Carlos Cresto 11/12/1995 al 10/12/1999
- Hernán Orduna 11/12/1999 al 10/12/2003
- Juan Carlos Cresto 11/12/2003 al 10/12/2007
- Gustavo Bordet  11/12/2007 al 10/12/2015
- Enrique Tomás Cresto  11/12/2015 hasta la actualidad
- Francisco "el gringo" Azcué desde el 11 de diciembre de 2023